# NGC 4147
NGC 4147 es un cúmulo globular de estrellas en la constelación de Coma Berenices situada en el hemisferio norte. Con una magnitud visual aparente de 10,7, se encuentra a unos 60.000 años luz del Sol en una latitud galáctica relativamente alta de 77,2°. Fue descubierto por el astrónomo inglés William Herschel el 14 de marzo de 1784, y catalogado como H I.19 ; quien lo describió como «muy brillante, bastante grande, y gradualmente más brillante en el centro». Está incluido en el Nuevo Catálogo General.
Se trata de un cúmulo globular relativamente pequeño, que ocupa el puesto 112 en luminosidad entre la población de cúmulos globulares de la Vía Láctea. Se considera un cúmulo de Oosterhoff tipo I (OoI), a pesar de tener una metalicidad relativamente baja. De hecho, es la más baja de cualquier grupo OoI conocido. Hay 19 candidatas a estrella variable RR Lyrae y hasta 23 estrellas rezagadas azules. Una alta proporción de estas últimos se concentra cerca del denso núcleo del cúmulo, lo que es consistente con la idea de que las estrellas rezagadas azules se forman a través de fusiones estelares.  
El grupo se encuentra a unos 70.4 ± 7.5 millones de años-luz (21.6 ± 2.3 Mpc) del Centro Galáctico, y está relativamente aislado de otros cúmulos globulares de la galaxia. Su posición lo convierte en candidato para asociarse con la corriente de marea de Sagitario y, por lo tanto, puede haber sido capturado por la Vía Láctea después de su separación de la galaxia esferoidal enana de Sagitario. Un mapa del contorno del cúmulo parece mostrar brazos de marea en forma de S que se extienden hacia el norte y el sur en varios radios. Estas características son predecidas para cúmulos globulares que siguen órbitas elípticas y están cerca de su apogaláctico.